# Canopus-V
Canopus-V ou Canopus-VulCan est une famille de petits satellites russes d'observation de la Terre de moins de 500 kilogrammes développée pour la surveillance et la prévention des désastres d'origine naturelle et humaine ainsi que pour le suivi des ressources agricoles  et aquatiques. Le premier exemplaire a été lancé en 2012. Cette série construite par la société NPP VNIIEM devrait comprendre à terme 6 satellites.

## Contexte
Canopus-V est une série de satellites développée pour répondre aux besoins des ministères russes chargés des ressources naturelles et de la prévention des désastres ainsi que des services de surveillance météorologiques et environnementaux. Les objectifs de leur mission sont : 
- Surveillance des  désastres d'origine naturelle et humaine dont ceux liés à des phénomènes météorologiques
- Cartographie
- Détection des incendies de forêts et des émissions des  principaux polluants dans l'atmosphère
- Détection de phénomènes physiques anormaux dans l'optique de la prévention de séismes
- Surveillances des ressources agricoles, aquatiques et des eaux côtières
- Utilisation des sols.

Le développement des Canopus V a été confié à la société russe NPP VNIIEM qui a sous-traité la fourniture de son avionique à la société anglaise SSTL (Surrey Satellite Technology) spécialiste des satellites d'observation de la Terre de petite taille. Selon les termes du contrat initial passé auprès de SSTL, celle-ci doit fournir l'avionique pour une première série de trois satellites et assurer des fonctions de support durant la phase d'assemblage chez le constructeur russe .

## Caractéristiques techniques
Canopus-V est un mini-satellite d'observation de la Terre de 473 kg stabilisé 3 axes comportant deux ensembles de panneaux solaires. Le satellite utilise une plateforme Canopus. L'avionique, la gestion de l'énergie, la gestion des données et l'ordinateur embarqué sont fournis par la société anglaise SSTL. Le satellite peut modifier son orientation pour effectuer des prises de vues latérales. Les communications sont assurées en bande X (8,2 GHz) avec un débit de 300 mégabits/s). La mémoire de masse permet de stocker à bord 24 gigabits de données. Le satellite est conçu pour une durée de vie de 5 ans.

## Charge utile
La charge utile des Canopus-V comprend  trois caméras observant dans différentes longueurs d'onde et avec des résolutions allant de 2,5 à 25 mètres :
- PSS (Panchromatic Imaging System) est une caméra fournissant des images panchromatiques (0,52-0,85 µm) avec une résolution de 2,5 mètres et une fauchée d'environ 23 kilomètres. La longue focale de l'optique est de 1,8 mètre.
- MSS (Multispectral Imaging System) est une caméra multispectrale fournissant des images dans les longueurs d'onde 0,54-0,60, 0,63-0,69, 0,69-0,72 et 0,75-0,86 µm avec une résolution de 10,5 mètres et une fauchée d'environ 20 km.
- MSU-200 (Multispectral Scanner Unit) est une caméra fournissant des images dans la bande spectrale  0.54 - 0.86 µm avec une résolution de 25 mètres sur une largeur de 250 km.

Le deuxième exemplaire de la série, rebaptisé Canopus-V-IK 1, a été modifié par l'ajout d'un capteur infrarouge permettant de détecter les incendies couvrant dès que leur surface dépasse 5 x 5 mètres sur une bande large de 2 000 kilomètres.

## Le satellite biélorusse BKA
Un satellite pratiquement identique, baptisé BKS (ou BelKa 2) a été vendu à la Biélorussie pour remplacer BelKa 1, satellite perdu lors de son lancement par une fusée Dnepr en 2006. Il a été placé en orbite le 22 juillet 2012, avec Canopus-V 1.

## Historique des lancements
| Satellite      | Type | Date lancement   | Lanceur         | Identifiant COSPAR | Note                                                               |
| -------------- | ---- | ---------------- | --------------- | ------------------ | ------------------------------------------------------------------ |
| Canopus-V 1    |      | 22 juillet 2012  | Soyouz/Fregat   | 2012-039A          |                                                                    |
| Canopus-V-IK 1 |      | 14 juillet 2017  | Soyouz/Fregat   | 2017-042A          | version modifiée du Canopus-V 2 avec ajout d'un capteur infrarouge |
| Canopus-V 3    |      | 1er février 2018 | Soyouz/Fregat-M | 2018-014A          |                                                                    |
| Canopus-V 4    |      | 1er février 2018 | Soyouz/Fregat-M | 2018-014B          |                                                                    |
| Canopus-V 5    |      | 27 décembre 2018 | Soyouz/Fregat-M | 2018-111A          |                                                                    |
| Canopus-V 6    |      | 27 décembre 2018 | Soyouz/Fregat-M | 2018-111B          |                                                                    |